# وباء فايروس كورونا المستجد 2020 في ويسكونسن
قد تم التأكد من وصول وباء فايروس كورونا المستجد2020 الى ولاية ويسكونسن الأمريكية في فبراير عام 2020.
| وباء فايروس كورونا المستجد 2020 في ويسكونسن | وباء فايروس كورونا المستجد 2020 في ويسكونسن |
| ------------------------------------------- | ------------------------------------------- |
| المرض                                       | COVID-19                                    |
| سلالة الفايروس                              | SARS-Cov-2                                  |
| الموقع                                      | ويسكونسن، الولايات المتحدة                  |
| الحالة المرجعية                             | ماديسون                                     |
| تاريخ وصول الوباء                           | 5 فبراير عام 2020                           |
| الحالات المؤكدة                             | 4,499                                       |
| الحالات المدخلة إلى المستشفيات              | 1,211(المجموع الكلي)                        |
| الوفيات                                     | 230                                         |

## الإطار الزمني
| 2020 coronavirus cases in Wisconsin by county | 2020 coronavirus cases in Wisconsin by county | 2020 coronavirus cases in Wisconsin by county | 2020 coronavirus cases in Wisconsin by county | 2020 coronavirus cases in Wisconsin by county | 2020 coronavirus cases in Wisconsin by county | 2020 coronavirus cases in Wisconsin by county |
| County                                        | County                                        | Positive                                      | Negative                                      | Deaths                                        | Cases per 100,000 people                      | Case fatality rate                            |
| --------------------------------------------- | --------------------------------------------- | --------------------------------------------- | --------------------------------------------- | --------------------------------------------- | --------------------------------------------- | --------------------------------------------- |
|                                               | مقاطعة آدامز (ويسكونسن)                       | 4                                             | 116                                           | 1                                             | 19.9                                          | 25.00%                                        |
|                                               | مقاطعة آشلاند (ويسكونسن)                      | 2                                             | 84                                            | 0                                             | 12.7                                          | 0.00%                                         |
|                                               | مقاطعة بارون (ولاية ويسكونسن)                 | 6                                             | 613                                           | 0                                             | 13.3                                          | 0.00%                                         |
|                                               | مقاطعة بايفيلد (ويسكونسن)                     | 3                                             | 115                                           | 1                                             | 20.0                                          | 33.33%                                        |
|                                               | مقاطعة براون (ولاية ويسكونسن)                 | 605                                           | 1,405                                         | 2                                             | 154.7                                         | 0.50%                                         |
|                                               | مقاطعة بوفالو (ويسكونسن)                      | 4                                             | 147                                           | 1                                             | 30.4                                          | 25.00%                                        |
|                                               | مقاطعة بورنيت (ويسكونسن)                      | 0                                             | 68                                            | 0                                             | 0.0                                           | 0.00%                                         |
|                                               | مقاطعة كالوميت (ويسكونسن)                     | 6                                             | 265                                           | 0                                             | 12.0                                          | 0.00%                                         |
|                                               | مقاطعة تشيبيوا (ولاية ويسكونسن)               | 20                                            | 771                                           | 0                                             | 31.4                                          | 0.00%                                         |
|                                               | مقاطعة كلارك (ويسكونسن)                       | 19                                            | 149                                           | 1                                             | 52.2                                          | 5.56%                                         |
|                                               | مقاطعة كولومبيا (ويسكونسن)                    | 27                                            | 589                                           | 1                                             | 47.4                                          | 3.70%                                         |
|                                               | مقاطعة كروفورد (ولاية ويسكونسن)               | 3                                             | 169                                           | 0                                             | 18.4                                          | 0.00%                                         |
|                                               | مقاطعة دان (ويسكونسن)                         | 395                                           | 7,230                                         | 21                                            | 72.9                                          | 4.92%                                         |
|                                               | مقاطعة دودج (ويسكونسن)                        | 21                                            | 689                                           | 1                                             | 22.8                                          | 5.00%                                         |
|                                               | مقاطعة دور (ويسكونسن)                         | 9                                             | 110                                           | 1                                             | 32.8                                          | 11.11%                                        |
|                                               | مقاطعة دوغلاس (ويسكونسن)                      | 8                                             | 408                                           | 0                                             | 18.4                                          | 0.00%                                         |
|                                               | مقاطعة دون (ولاية ويسكونسن)                   | 9                                             | 781                                           | 0                                             | 20.2                                          | 0.00%                                         |
|                                               | مقاطعة يو كلير (ويسكونسن)                     | 23                                            | 1,534                                         | 0                                             | 22.3                                          | 0.00%                                         |
|                                               | مقاطعة فلورنس (ويسكونسن)                      | 2                                             | 14                                            | 0                                             | 46.1                                          | 0.00%                                         |
|                                               | مقاطعة فوند دو لاك (ويسكونسن)                 | 67                                            | 1,089                                         | 3                                             | 63.5                                          | 4.62%                                         |
|                                               | مقاطعة فورست (ويسكونسن)                       | 0                                             | 41                                            | 0                                             | 0.0                                           | 0.00%                                         |
|                                               | مقاطعة غرانت (ويسكونسن)                       | 27                                            | 425                                           | 3                                             | 48.2                                          | 12.00%                                        |
|                                               | مقاطعة غرين (ويسكونسن)                        | 9                                             | 249                                           | 0                                             | 24.4                                          | 0.00%                                         |
|                                               | مقاطعة غرين ليك (ويسكونسن)                    | 1                                             | 132                                           | 0                                             | 5.3                                           | 0.00%                                         |
|                                               | مقاطعة آيوا (ويسكونسن)                        | 7                                             | 203                                           | 0                                             | 29.6                                          | 0.00%                                         |
|                                               | مقاطعة أيرون (ويسكونسن)                       | 2                                             | 29                                            | 1                                             | 35.0                                          | 50.00%                                        |
|                                               | مقاطعة جاكسون (ويسكونسن)                      | 12                                            | 191                                           | 1                                             | 58.5                                          | 8.33%                                         |
|                                               | مقاطعة جيفرسون (ويسكونسن)                     | 38                                            | 675                                           | 0                                             | 41.3                                          | 0.00%                                         |
|                                               | مقاطعة جونو (ويسكونسن)                        | 11                                            | 255                                           | 1                                             | 41.6                                          | 9.09%                                         |
|                                               | مقاطعة كينوشا (ويسكونسن)                      | 314                                           | 1,588                                         | 7                                             | 174.7                                         | 2.29%                                         |
|                                               | مقاطعة كيواوني (ويسكونسن)                     | 8                                             | 89                                            | 1                                             | 39.3                                          | 12.50%                                        |
|                                               | مقاطعة لاكروس (ولاية ويسكونسن)                | 25                                            | 1,647                                         | 0                                             | 21.2                                          | 0.00%                                         |
|                                               | مقاطعة لافاييت (ويسكونسن)                     | 4                                             | 74                                            | 0                                             | 23.9                                          | 0.00%                                         |
|                                               | مقاطعة لانغلاد (ويسكونسن)                     | 0                                             | 75                                            | 0                                             | 0.0                                           | 0.00%                                         |
|                                               | مقاطعة لنكولن (ويسكونسن)                      | 0                                             | 144                                           | 0                                             | 0.0                                           | 0.00%                                         |
|                                               | مقاطعة مانيتووك (ويسكونسن)                    | 7                                             | 246                                           | 0                                             | 8.8                                           | 0.00%                                         |
|                                               | مقاطعة ماراثون، ويسكونسن                      | 17                                            | 526                                           | 1                                             | 12.6                                          | 5.88%                                         |
|                                               | مقاطعة مارينيت (ويسكونسن)                     | 6                                             | 241                                           | 1                                             | 14.8                                          | 16.67%                                        |
|                                               | مقاطعة ماركويت (ويسكونسن)                     | 3                                             | 126                                           | 1                                             | 19.7                                          | 33.33%                                        |
|                                               | مقاطعة مينوميني (ولاية ويسكونسن)              | 1                                             | 22                                            | 0                                             | 21.8                                          | 0.00%                                         |
|                                               | مقاطعة ميلووكي (ويسكونسن)                     | 2,431                                         | 10,054                                        | 154                                           | 241.5                                         | 6.16%                                         |
|                                               | مقاطعة مونرو (ويسكونسن)                       | 14                                            | 587                                           | 1                                             | 28.6                                          | 7.14%                                         |
|                                               | مقاطعة أوكونتو (ويسكونسن)                     | 5                                             | 204                                           | 0                                             | 13.3                                          | 0.00%                                         |
|                                               | مقاطعة أونيدا (ويسكونسن)                      | 6                                             | 231                                           | 0                                             | 17.0                                          | 0.00%                                         |
|                                               | مقاطعة أوتاغامي (ولاية ويسكونسن)              | 43                                            | 909                                           | 2                                             | 20.0                                          | 5.41%                                         |
|                                               | مقاطعة أوزاوكي (ويسكونسن)                     | 80                                            | 712                                           | 9                                             | 90.6                                          | 11.25%                                        |
|                                               | مقاطعة بيبين (ويسكونسن)                       | 0                                             | 92                                            | 0                                             | 0.0                                           | 0.00%                                         |
|                                               | مقاطعة بيرس (ويسكونسن)                        | 8                                             | 332                                           | 0                                             | 19.2                                          | 0.00%                                         |
|                                               | مقاطعة بولك (ويسكونسن)                        | 4                                             | 202                                           | 0                                             | 9.2                                           | 0.00%                                         |
|                                               | مقاطعة بورتاغ (ويسكونسن)                      | 4                                             | 237                                           | 0                                             | 5.7                                           | 0.00%                                         |
|                                               | مقاطعة برايس (ويسكونسن)                       | 1                                             | 62                                            | 0                                             | 7.4                                           | 0.00%                                         |
|                                               | مقاطعة راسين (ولاية ويسكونسن)                 | 229                                           | 1,505                                         | 10                                            | 101.3                                         | 5.05%                                         |
|                                               | مقاطعة ريشلاند (ولاية ويسكونسن)               | 9                                             | 202                                           | 1                                             | 51.3                                          | 11.11%                                        |
|                                               | مقاطعة روك (ولاية ويسكونسن)                   | 120                                           | 1,324                                         | 4                                             | 53.2                                          | 4.65%                                         |
|                                               | مقاطعة راسك (ويسكونسن)                        | 4                                             | 98                                            | 0                                             | 28.2                                          | 0.00%                                         |
|                                               | مقاطعة سوك (ويسكونسن)                         | 38                                            | 578                                           | 3                                             | 56.6                                          | 8.33%                                         |
|                                               | مقاطعة سوير (ويسكونسن)                        | 2                                             | 209                                           | 0                                             | 12.2                                          | 0.00%                                         |
|                                               | مقاطعة شاوانو (ويسكونسن)                      | 6                                             | 252                                           | 0                                             | 14.6                                          | 0.00%                                         |
|                                               | مقاطعة شيبويجان (ولاية ويسكونسن)              | 45                                            | 671                                           | 2                                             | 38.2                                          | 4.55%                                         |
|                                               | مقاطعة سانت كروا (ولاية ويسكونسن)             | 12                                            | 354                                           | 0                                             | 13.6                                          | 0.00%                                         |
|                                               | مقاطعة تايلور (ويسكونسن)                      | 0                                             | 78                                            | 0                                             | 0.0                                           | 0.00%                                         |
|                                               | مقاطعة ترمبيلاو (ويسكونسن)                    | 1                                             | 384                                           | 0                                             | 3.4                                           | 0.00%                                         |
|                                               | مقاطعة فيرنون (ويسكونسن)                      | 0                                             | 302                                           | 0                                             | 0.0                                           | 0.00%                                         |
|                                               | مقاطعة فيلاس (ويسكونسن)                       | 4                                             | 105                                           | 0                                             | 18.5                                          | 0.00%                                         |
|                                               | مقاطعة والورث (ويسكونسن)                      | 113                                           | 571                                           | 7                                             | 91.3                                          | 7.45%                                         |
|                                               | مقاطعة واشبرن (ويسكونسن)                      | 1                                             | 124                                           | 0                                             | 6.4                                           | 0.00%                                         |
|                                               | مقاطعة واشنطن (ويسكونسن)                      | 88                                            | 1,353                                         | 4                                             | 65.4                                          | 4.55%                                         |
|                                               | مقاطعة واكيشا (ويسكونسن)                      | 289                                           | 2,847                                         | 14                                            | 69.7                                          | 4.68%                                         |
|                                               | مقاطعة واوباكا (ويسكونسن)                     | 5                                             | 282                                           | 1                                             | 9.7                                           | 20.00%                                        |
|                                               | مقاطعة ووسارا (ولاية ويسكونسن)                | 2                                             | 104                                           | 0                                             | 8.3                                           | 0.00%                                         |
|                                               | مقاطعة وينيباغو (ويسكونسن)                    | 46                                            | 881                                           | 1                                             | 25.3                                          | 2.33%                                         |
|                                               | مقاطعة وود (ويسكونسن)                         | 2                                             | 342                                           | 0                                             | 2.7                                           | 0.00%                                         |
|                                               | Totals: 65 / 72                               | 4,845                                         | 49,502                                        | 246                                           | 83.8                                          | 5.08%                                         |
| As of 4/22/2020                               |                                               |                                               |                                               |                                               |                                               |                                               |

في 5 فبراير من عام 2020, ظهرت أول حالة فايروس كورونا من مريض كان قد سافر حديثا إلى بيجين.
في 10 مارس أعلنت جامعة University of Wisconsin–Milwaukee أن الدراسة ستصبح عن بعد وذلك بعد أن أجري لأحد موضفين الجامعة فحص كوفيد-19. وفي 11 من مارس أعلنت جامعة University of Wisconsin–Green Bay ان الدراسة سوف تصبح عن طريق «وسائل التوصيل البديلة» وستسمر على هذه الحال حتى أشعار أخر، جاء هذا القرارمباشرة بعد تفشي الفايروس بعد عطلة الربيع في 23 مارس. وقامت جامعة جامعة ويسكونسن-ماديسون بتعليق الدوام في جميع المحاضرات المنعقدة في حرم الجامعة بدأ من 23 مارس إلى 10 أبريل. في 13 مارس، أمر المحافظ Tony Evers, باغلاق جميع المدارس (الخاصة والحكومية) في الولاية بحلول 18 أبريل مع عدم احتمالية إعادة فتحها قبل 6 أبريل.
في 16 مارس قامت أبرشية ميلووكيي بوقف الطقوس الدينية المقامة في الكنيسة بدأ من مارس 18 إلى 3 أبريل.وقد قامت أيضا المدارس الكاثوليكية بوقف بوقف التدريس في حرم مدارسها.وقد قام المطران Jerome Listecki في وقت لاحق بتمديد التعليق ليشمل الأسبوع المقدس وما يتضمنه من طقوس عيد الفصح وقد أختار بث هذه الطقوس والاحتفالات مباشرة من كاتدرائية Cathedral of St. John the Evangelist (ودفع المطران تكاليف عرض الجمعة المباركة وطقوس عيد الفصح مباشرة هذه المراسم على قناة WVTV , وقناة WISN-TV).في 17 مارس تم الإعلان، طرق أنتشار المرض في في مقاطعة Dane County.

## أستجابة الحكومة

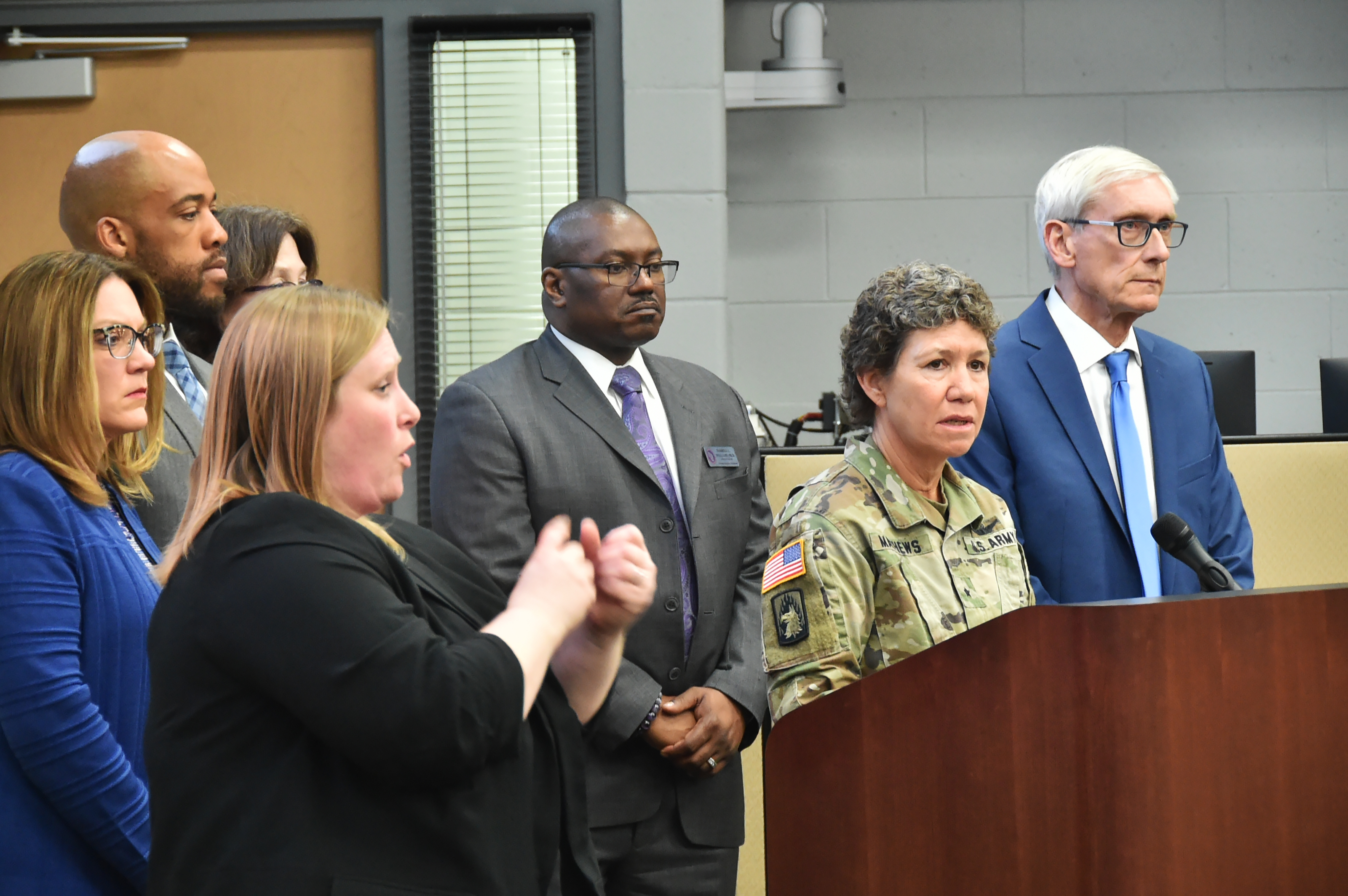
العميد. يجيب الجنرال جوان ماثيوز ، نائب مساعد ويسكونسن العام للجيش ، على أسئلة وسائل الإعلام خلال مؤتمر صحفي في 12 مارس في مركز عمليات الطوارئ في ماديسون.

في 10 مارس تم اغلاق المدارس في مقاطعة Oscelo من أجل تعقيم المباني والحافلات بعد أن تم العثور على مصاب ب فايروس كوفيد-19 قد ارتاد أحد المسابقات الرياضية المحلية. في 12 مارس قام المحافظ Tony Eversباعلان حالة الطوارئ. في اليوم التالي قد أمر باغلاق جميع المدارس العامة والخاصة في الولاية حتى 5 أبريل على اقل تقدير.معظم الكليات في University of Wisconsin System, ومن ضمنها Madison و Stout, قامت بالغاء جميع الدروس المقامة في حرم الجامعة في بدايات أبريل.
في 16 مارس أعلن المحافظ، عن قيود على اعداد الاشخاص الذين يتواجدون في اقسام رعاية الأطفال ليصبح الرقم 10 من الطاقم الطبي و 50 طفلا بنفس الوقت.في 17 من مارس قد أعلن عن الغاء جميع التجمعات التي تضم أكثر من 10 اشخاص في جميع انحاء الولاية. في 23 مارس أعلن المحافظ عن اغلاق كل الوظائف الغير اساسية وفي 24 من مارس وحث المواطنين على البقاء في منازلهمللحد من انتشار فايروس كوفيد-19. في 27 مارس طلب المحافظ من السلطة التشريعية بالموافقة على خطة إرسال كل ناخب مسجل في الولاية في الاقتراع الغيبي عبر البريد ليتمكنوا من التصويت في النتخابات الاولية الديمقراطيين والجمهوريين المقررة في 7 أبريل.في Green Bay قام قاضي برفض قبول طلب تاجيل الانتخابات وقد قامت السلطات أيضا برفض تاجيل الانتخابات بالرغم من منع التجمعات التي تزيد عن 10 اشخاص ووحقيقة ان هناك 111 هيئة قضائية لا تملك العدد الكافي من الموظفين لمقر اقتراع واحد وان 60% من بلدات ومدن ويسكونسن قد سجلوا حالات نقص في الموظفين.
في 17 أبريل قال مدير شرطة مقاطعة Racine County المدعو Christopher Schmaling بانه خطط على عدم فرض قرار الذي يدعو السكان بالبقاء في البيت حفاظا على الامان مبينا ذلك بذريعة الحقوق الدستورية للمواطنين. وتصريحه هذا يشابه المخاوف التي ابداها أربعة من مدراء الشرطة في ولاية ميشيغان.
في21 أبريل قامت السلطة القضائية والمحكمة العليا في الولاية بمفاضاة امر المحافظ الذي دعا الناس في البقاء في منازلهم حفاظا على الامان بوصفه قرار تنفيذي يتجاوز صلاحيات الفرع التنفيذي لسلطات الولاية.

## استجابة االشركات والاعمال
بعد ان تم اعلان امر البقاء في المنازل للحفاظ على السلامة من قبل المحافظ في 26 مارس، عبرت شركة Tavern League of Wisconsin عن مخاوفها عن الاثر المدمر الذي سيؤثر سلبا على قطاع الضيافة بسبب الأمر.المدير التنفيذي في الشركة بيتي مادلاند قد تقدم بعرض افتتاح تجريبي مع اتخاذ الاحتياطات التي تتعلق بتقليل انتشار المرض في بداية شهر مايو.الخوف من ان امر البقاء بالمنازل سيترتب عليه من الاصل اثار سلبية على الصناعة وقد ستسبب بانهيار العديد من الأعمال.

## احصائات اجريت من قبل الإقليم
| حالات كورونا المسجلة في ويسكانسون حسب المقاطعة | حالات كورونا المسجلة في ويسكانسون حسب المقاطعة | حالات كورونا المسجلة في ويسكانسون حسب المقاطعة | حالات كورونا المسجلة في ويسكانسون حسب المقاطعة | حالات كورونا المسجلة في ويسكانسون حسب المقاطعة | حالات كورونا المسجلة في ويسكانسون حسب المقاطعة | حالات كورونا المسجلة في ويسكانسون حسب المقاطعة |
| اسم المقاطعة                                   | اسم المقاطعة                                   | الحالات النسجلة                                | الحالات التي تم فحصها ولم تكن حاملة للمرض      | الوفيات                                        | الحالات لكل 100,000                            | معدل الوفيات                                   |
| ---------------------------------------------- | ---------------------------------------------- | ---------------------------------------------- | ---------------------------------------------- | ---------------------------------------------- | ---------------------------------------------- | ---------------------------------------------- |
|                                                | مقاطعة آدامز (ويسكونسن)                        | 4                                              | 116                                            | 1                                              | 19.9                                           | 25.00%                                         |
|                                                | مقاطعة آشلاند (ويسكونسن)                       | 2                                              | 84                                             | 0                                              | 12.7                                           | 0.00%                                          |
|                                                | مقاطعة بارون (ولاية ويسكونسن)                  | 6                                              | 613                                            | 0                                              | 13.3                                           | 0.00%                                          |
|                                                | مقاطعة بايفيلد (ويسكونسن)                      | 3                                              | 115                                            | 1                                              | 20.0                                           | 33.33%                                         |
|                                                | مقاطعة براون (ولاية ويسكونسن)                  | 605                                            | 1,405                                          | 2                                              | 154.7                                          | 0.50%                                          |
|                                                | مقاطعة بوفالو (ويسكونسن)                       | 4                                              | 147                                            | 1                                              | 30.4                                           | 25.00%                                         |
|                                                | مقاطعة بورنيت (ويسكونسن)                       | 0                                              | 68                                             | 0                                              | 0.0                                            | 0.00%                                          |
|                                                | مقاطعة كالوميت (ويسكونسن)                      | 6                                              | 265                                            | 0                                              | 12.0                                           | 0.00%                                          |
|                                                | مقاطعة تشيبيوا (ولاية ويسكونسن)                | 20                                             | 771                                            | 0                                              | 31.4                                           | 0.00%                                          |
|                                                | مقاطعة كلارك (ويسكونسن)                        | 19                                             | 149                                            | 1                                              | 52.2                                           | 5.56%                                          |
|                                                | مقاطعة كولومبيا (ويسكونسن)                     | 27                                             | 589                                            | 1                                              | 47.4                                           | 3.70%                                          |
|                                                | مقاطعة كروفورد (ولاية ويسكونسن)                | 3                                              | 169                                            | 0                                              | 18.4                                           | 0.00%                                          |
|                                                | مقاطعة دان (ويسكونسن)                          | 395                                            | 7,230                                          | 21                                             | 72.9                                           | 4.92%                                          |
|                                                | مقاطعة دودج (ويسكونسن)                         | 21                                             | 689                                            | 1                                              | 22.8                                           | 5.00%                                          |
|                                                | مقاطعة دور (ويسكونسن)                          | 9                                              | 110                                            | 1                                              | 32.8                                           | 11.11%                                         |
|                                                | مقاطعة دوغلاس (ويسكونسن)                       | 8                                              | 408                                            | 0                                              | 18.4                                           | 0.00%                                          |
|                                                | مقاطعة دون (ولاية ويسكونسن)                    | 9                                              | 781                                            | 0                                              | 20.2                                           | 0.00%                                          |
|                                                | مقاطعة يو كلير (ويسكونسن)                      | 23                                             | 1,534                                          | 0                                              | 22.3                                           | 0.00%                                          |
|                                                | مقاطعة فلورنس (ويسكونسن)                       | 2                                              | 14                                             | 0                                              | 46.1                                           | 0.00%                                          |
|                                                | مقاطعة فوند دو لاك (ويسكونسن)                  | 67                                             | 1,089                                          | 3                                              | 63.5                                           | 4.62%                                          |
|                                                | مقاطعة فورست (ويسكونسن)                        | 0                                              | 41                                             | 0                                              | 0.0                                            | 0.00%                                          |
|                                                | مقاطعة غرانت (ويسكونسن)                        | 27                                             | 425                                            | 3                                              | 48.2                                           | 12.00%                                         |
|                                                | مقاطعة غرين (ويسكونسن)                         | 9                                              | 249                                            | 0                                              | 24.4                                           | 0.00%                                          |
|                                                | مقاطعة غرين ليك (ويسكونسن)                     | 1                                              | 132                                            | 0                                              | 5.3                                            | 0.00%                                          |
|                                                | مقاطعة آيوا (ويسكونسن)                         | 7                                              | 203                                            | 0                                              | 29.6                                           | 0.00%                                          |
|                                                | مقاطعة أيرون (ويسكونسن)                        | 2                                              | 29                                             | 1                                              | 35.0                                           | 50.00%                                         |
|                                                | مقاطعة جاكسون (ويسكونسن)                       | 12                                             | 191                                            | 1                                              | 58.5                                           | 8.33%                                          |
|                                                | مقاطعة جيفرسون (ويسكونسن)                      | 38                                             | 675                                            | 0                                              | 41.3                                           | 0.00%                                          |
|                                                | مقاطعة جونو (ويسكونسن)                         | 11                                             | 255                                            | 1                                              | 41.6                                           | 9.09%                                          |
|                                                | مقاطعة كينوشا (ويسكونسن)                       | 314                                            | 1,588                                          | 7                                              | 174.7                                          | 2%                                             |
|                                                | مقاطعة كيواوني (ويسكونسن)                      | 8                                              | 89                                             | 1                                              | 39.3                                           | 12.50%                                         |
|                                                | مقاطعة لاكروس (ولاية ويسكونسن)                 | 25                                             | 1,647                                          | 0                                              | 21.2                                           | 0.00%                                          |
|                                                | مقاطعة لافاييت (ويسكونسن)                      | 4                                              | 74                                             | 0                                              | 23.9                                           | 0.00%                                          |
|                                                | مقاطعة لانغلاد (ويسكونسن)                      | 0                                              | 75                                             | 0                                              | 0.0                                            | 0.00%                                          |
|                                                | مقاطعة لنكولن (ويسكونسن)                       | 0                                              | 144                                            | 0                                              | 0.0                                            | 0.00%                                          |
|                                                | مقاطعة مانيتووك (ويسكونسن)                     | 7                                              | 246                                            | 0                                              | 8.8                                            | 0.00%                                          |
|                                                | مقاطعة ماراثون، ويسكونسن                       | 17                                             | 526                                            | 1                                              | 12.6                                           | 5.88%                                          |
|                                                | مقاطعة مارينيت (ويسكونسن)                      | 6                                              | 241                                            | 1                                              | 14.8                                           | 16.67%                                         |
|                                                | مقاطعة ماركويت (ويسكونسن)                      | 3                                              | 126                                            | 1                                              | 19.7                                           | 33.33%                                         |
|                                                | مقاطعة مينوميني (ولاية ويسكونسن)               | 1                                              | 22                                             | 0                                              | 21.8                                           | 0.00%                                          |
|                                                | مقاطعة ميلووكي (ويسكونسن)                      | 2,431                                          | 10,054                                         | 154                                            | 241.5                                          | 6.16%                                          |
|                                                | مقاطعة مونرو (ويسكونسن)                        | 14                                             | 587                                            | 1                                              | 28.6                                           | 7.14%                                          |
|                                                | مقاطعة أوكونتو (ويسكونسن)                      | 5                                              | 204                                            | 0                                              | 13.3                                           | 0.00%                                          |
|                                                | مقاطعة أونيدا (ويسكونسن)                       | 6                                              | 231                                            | 0                                              | 17.0                                           | 0.00%                                          |
|                                                | مقاطعة أوتاغامي (ولاية ويسكونسن)               | 43                                             | 909                                            | 2                                              | 20.0                                           | 5.41%                                          |
|                                                | مقاطعة أوزاوكي (ويسكونسن)                      | 80                                             | 712                                            | 9                                              | 90.6                                           | 11.25%                                         |
|                                                | مقاطعة بيبين (ويسكونسن)                        | 0                                              | 92                                             | 0                                              | 0.0                                            | 0.00%                                          |
|                                                | مقاطعة بيرس (ويسكونسن)                         | 8                                              | 332                                            | 0                                              | 19.2                                           | 0.00%                                          |
|                                                | مقاطعة بولك (ويسكونسن)                         | 4                                              | 202                                            | 0                                              | 9.2                                            | 0.00%                                          |
|                                                | مقاطعة بورتاغ (ويسكونسن)                       | 4                                              | 237                                            | 0                                              | 5.7                                            | 0.00%                                          |
|                                                | مقاطعة برايس (ويسكونسن)                        | 1                                              | 62                                             | 0                                              | 7.4                                            | 0.00%                                          |
|                                                | مقاطعة راسين (ولاية ويسكونسن)                  | 229                                            | 1,505                                          | 10                                             | 101.3                                          | 5.05%                                          |
|                                                | مقاطعة ريشلاند (ولاية ويسكونسن)                | 9                                              | 202                                            | 1                                              | 51.3                                           | 11.11%                                         |
|                                                | مقاطعة روك (ولاية ويسكونسن)                    | 120                                            | 1,324                                          | 4                                              | 53.2                                           | 4.65%                                          |
|                                                | مقاطعة راسك (ويسكونسن)                         | 4                                              | 98                                             | 0                                              | 28.2                                           | 0.00%                                          |
|                                                | مقاطعة سوك (ويسكونسن)                          | 38                                             | 578                                            | 3                                              | 56.6                                           | 8.33%                                          |
|                                                | مقاطعة سوير (ويسكونسن)                         | 2                                              | 209                                            | 0                                              | 12.2                                           | 0.00%                                          |
|                                                | مقاطعة شاوانو (ويسكونسن)                       | 6                                              | 252                                            | 0                                              | 14.6                                           | 0.00%                                          |
|                                                | مقاطعة شيبويجان (ولاية ويسكونسن)               | 45                                             | 671                                            | 2                                              | 38.2                                           | 4.55%                                          |
|                                                | مقاطعة سانت كروا (ولاية ويسكونسن)              | 12                                             | 354                                            | 0                                              | 13.6                                           | 0.00%                                          |
|                                                | مقاطعة تايلور (ويسكونسن)                       | 0                                              | 78                                             | 0                                              | 0.0                                            | 0.00%                                          |
|                                                | مقاطعة ترمبيلاو (ويسكونسن)                     | 1                                              | 384                                            | 0                                              | 3.4                                            | 0.00%                                          |
|                                                | مقاطعة فيرنون (ويسكونسن)                       | 0                                              | 302                                            | 0                                              | 0.0                                            | 0.00%                                          |
|                                                | مقاطعة فيلاس (ويسكونسن)                        | 4                                              | 105                                            | 0                                              | 18.5                                           | 0.00%                                          |
|                                                | مقاطعة والورث (ويسكونسن)                       | 113                                            | 571                                            | 7                                              | 91.3                                           | 7.45%                                          |
|                                                | مقاطعة واشبرن (ويسكونسن)                       | 1                                              | 124                                            | 0                                              | 6.4                                            | 0.00%                                          |
|                                                | مقاطعة واشنطن (ويسكونسن)                       | 88                                             | 1,353                                          | 4                                              | 65.4                                           | 4.55%                                          |
|                                                | مقاطعة واكيشا (ويسكونسن)                       | 289                                            | 2,847                                          | 14                                             | 69.7                                           | 4.68%                                          |
|                                                | مقاطعة واوباكا (ويسكونسن)                      | 5                                              | 282                                            | 1                                              | 9.7                                            | 20.00%                                         |
|                                                | مقاطعة ووسارا (ولاية ويسكونسن)                 | 2                                              | 104                                            | 0                                              | 8.3                                            | 0.00%                                          |
|                                                | مقاطعة وينيباغو (ويسكونسن)                     | 46                                             | 881                                            | 1                                              | 25.3                                           | 2.33%                                          |
|                                                | مقاطعة وود (ويسكونسن)                          | 2                                              | 342                                            | 0                                              | 2.7                                            | 0.00%                                          |
|                                                | Totals: 65 / 72                                | 4,845                                          | 49,502                                         | 246                                            | 83.8                                           | 5.08%                                          |
| حتى 22/4/2020                                  |                                                |                                                |                                                |                                                |                                                |                                                |

### التفاوتات العرقية
قامت منظمة ProPublica باجراء تحليل  عن المكون العرقي للحالات المصابة بكوفيد-19في مقاطعة Milwaukee منذ 3 أبريل 2020. وقد تمت ملاحظة ان العرق الافريقي الامريكي قد شكل ما يقارب نصف حالات المصابة و 22 حالة وفاة من اصل 27 حالة في تلك المنطقة. أن مقاطعة  ومدينة مايلاويكي قامتا بتمرير قرارات في مايو ويونيو من عام 2020 على التوالي موضحة فيها ان عدم وجود عدالة عرقية هي إحدى الازمات الصحة العامة.

## تاثير الفايروس على السياسة والانتخابات
المقالة الرئيسية: 
أنظر أيضا: 
ان مؤتمر الديمقراطي المحلي لعام 2020 قد تم جدولته من قبل ليكون في من 13-16 من يوليو في Milwaukee وتحديدا في ساحة منتدى Fiserv Forum arena لكن تم تاجيله في 2 أبريل لتصبح موعده في 17-20 أغسطس.
كان من المقرر أصلا عقد المؤتمر الوطني الديمقراطي لعام 2020 في الفترة من 13-16 يوليو في ميلووكي في ساحة منتدى فيسيرف، ولكن تم تأجيله إلى 17-20 أغسطس في 2 أبريل. قد ينشأ تعارض محتمل بين الاتفاقية و الدوري الاميركي للمحترفين (NBA) إذا تم تعليق الموسم الحالي للدوري، بينما فريق ميلووكي باكز الذي حقق أعلى رقم قياسي لخسارة في الدوري وقت تعليقه، يتقدم بعمق في التصفيات في الدوري، بما في ذلك نهائيات الدوري الاميركي للمحترفين.

## انتخابات السابع من أبريل
ويسكونسن والتي تعتبر إحدى الولايات المتارجحة بين الديمقراطيين والجمهوريين وبمحافظها الديمقراطي والمجلس التشريعي الجمهوري، انتخابات السابع من أبريل من اجل منصب محكمة العليا والانتخابات الرئاسية الفيدرالية الاولية للدمقراطيين والجمهوريين والكثير غيرها من انتخابات محلية والقضائية تستمر قدما.
بسبب الوباء قامت على ما يقل 15 من الولايات الأمريكية بالغاء أو تأجيل الانتخابات المقررة أو الانتخابات الاولية في وقت انتخابات ويسكنسن. ومع استمرار الوباء في ويسكونسن كانت هناك محاولات كثيرة اجرها المشرعون القانونيون الديمقراطيون من اجل تاجيل الانتخابات لكن تم منعم من قبل النواب الجمهوريين.المحافظ Tony Evers دعا النواب في ويسكونسون ل جلسة خاصة في الرابع من أبريل لكن سيطرة الجمهوريين على الاجتماع. وفي غضون 17 ثانية قام مجلس الشيوخ بانهاء جلستهم. وفي بيان مشترك بعد ذلك، فان رئيس مجلس ولاية ويسكنسون Robin Vos وزعيم الاغلبية في مجلس الشيوخ Scott Fitzgerald قاما بانتقاد المحافظ Evers لمحاولته تاجيل الانتخابات ولعدم دعوته لاجتماع مبكر ولتراجعه عن موقفه التي اتخده مسبقا الذي يزعم به بقاء الانتخابات في موعدها.
بالرغم من اعتراف المحافظ evers بانه سوف يخرق القانون بفعلته لكنه في 6 أبريل حاول تغيير موعد الانتخابات بامر تنفيذي لكن تصدت المحاكمة القضائية العليا له.في اليوم ذاته كانت هناك جهود متفرقة بتمديد الموعد النهائي لاقتراع الغيابي عن طريق البريد لكن تصدت له المحكمة القضائية في الولايات المتحدة بواقع 5-4 اصوات.وقد حذرت بدورها القاضية Ruth Bader Ginsburg في معارضتها بقولها الحكم "سيؤدي إلى حرمان واسع النطاق. الامتياز الوحيد والكبير الذي تحقق هو ان الاقتراع الغيبي قد انتهى في 7 أبريل الساعة الثامنة ليلا. وبالرغم مما رصدته وسائل الاعلام المحلية بان هناك العديد من الناخبين لم يتمكنوا من القيام التصويت الغيابي الذي طلبوه من قبل في يوم الانتخابات أو بفعل التباعد الاحتماعي كانوا غير قادرين على استيفاء المطلب القانوني بالحصول على توقيع الشاهد.
قرار المشرعين التي تمثل بعدم تاجيل الانتخابات قد تعرض للنقد الحاد من قبل صحيفة Milwaukee Journal-Sentinel والتي من قبل ايدت المحافظ الجمهوري السابق Scott Walker.[بحاجة لمصدر] قد وصفوا الانتخابات بكونها الانتخابات الأكثر بعدا عن الديمقراطية في تاريح الولايات المتحدة . صحيفة النيورك تايمز وصفت الانتخابات بانها غيرشريعية ومشوهة واضافت بان عدم قدرة المشرعين في الولاية للوصول إلى اتفاق حول تغيير موعد الانتخابات كان فشلا ذريعا وغير متوقعا.وقد وضعت المنوارات الساسية كجزء من عقد من السنين من المشاحنات الحزبية المريرة التي شهدت [الجمهوريين في الولاية] مهاجمة وازالة تاثير مؤسسات الديمقراطية في الولاية عن طريقة البدء في تنظيم العمال والاستمرار في إصدار القوانين تجعل من قيام المواطنين الفقراء والسود في المناطق الحضرية بالأنتخاب أصعب  .يؤمن الجمهوريون بان إجراء الانتخابات في 7 أبريل في حين أن المناطق التي تميل إلى دعم الديمقراطيين قد توغل فيها الوباء مما يساعد الجمهوريين من حماية امتيزاتهم السياسية متل الأغلبية المحافظة في محكمة ويسكونسن العليا بما يقدار 5-2(عن طريق انتخاب Daniel Kelly).
عندا بدات الانتخابات في 7 أبريل، فان الوصول إلى مراكز التصويت كان معتمدا على مواقع الناخبين. في المجتمعات الصغيرة أو الأكثر تحضرا والتي تميل لكونها مناطق يقطنها البيض وتدلي باصوتها للجمهوريين كان هناك القليل من العقبات تم تسجيلها. في المناطق الأكثر تحضرا قد اجبر وباء فايروس كورونا باغلاق ودمج العديد من مراكز الاقتراع عبر الولاية بالرغم من استخدام 2,500عنصر امن محلي من اجل تعويض النقص الكبير في عمال الذين يعملون في مراكز التصويت. هاذ الاثر قد ظهر جليا في Milwaukee أكبر مدينة في الولاية والتي لها أكبر عدد من الاقليات ومركز الوباء في الولاية. حكومة الولاية كانت قادرة على فتح 5 من اصل 180 مركز اقتراع بعد ان تم تقليص اعداد العاملين فيها إلى 1000 عامل. وكنتيجة لذلك طوابير طويلة من الناخبين حيث وفي بعضها ناخبين انتظروا إلى 2.5 ساعة تحت المطر. هذه الطوابير لم تتاثر بشكل عكسي مع العدد الكبير من السكان من الاصول الاسبانية والاصول الأفريقية الأمريكية التي كانت متاثرة بشكل عكسي مع وباء فايروس كورونا مكونة تقريبا نصف حالات فايروس كورونا المسجلة في ويسكونسن وأكثر من نصف اعداد الوفيات في الوقت التي كانت تجرى فيه الانتخابات. ومع انتهاء الانتخابات عبّر مفوض الانتخابات في ويسكنسون Neil Albrecht انه بالرغم من بعض المشاكل فان عملية التصويت الافراد شخصيا في المراكز الانتخابية جرت بشكل سلس.
مشاكل مماثلة في اغلاق مراكز الاقتراع وطوابير الطويلة قد عانت منها Waukesha والتي كان فيها مركز اقتراع واحد مفتوح ل 70,000 مواطن.ومدينة Green Bay التي فيها فقط 17 عامل في مراكز الاقتراع قادر على العمل من اصل 270. مدن أخرى كانت قادرة على تقليص اعداد المنتظرين في الطوابير من ضمنها ماديسون التي فتحت تقريبا ثلثين من مراكز اقتراعها و Appleton التي فتحت كل مراكز اقتراعها المعتادة والتي يبلغ عددها 15.
الناخبون عبر الولاية قد نصحوا بالتباعد الاجتماعي ولبس اقنعة الوجه واحضار اقلامهم الخاصة معهم. Vos, مدينة رئيس المجلس في الولاية قد عمل كمفتش انتخابي لعملية الاقتراع الاشخاص في المراكز الانتخابية في 7 أبريل.بينما كان يرتدي معدات الحماية الشخصية فانه قد اخبر الصحفيين بانه الوضع امن بشكل كبير للخروج والتصويت.مضيفا بان الناخبين واجهوا الحد الادنى من المخاطر.

## التاثير على الرياضة
المقالة الرئيسية: Impact of the 2019–20 coronavirus pandemic on sports
معظم الفرق الرياضية في الولاية قد تاثرت.العديد من البطولات التي استمرت كانت قد تاجلت أو وقف مواسمها بدا من 12 مارس.معظم التدريبات الربيعية لبطولات رياضة كرة القاعدة تم الغاءها في ذلك التاريخ وفي 16 مارس قد اعلنوا انه سيتم تاجيلها لا محالة بعد توصيات من مركز مكافحة الامراض (CDC)بمنع الفعاليات التي يزيد عدد المشاركين فيها عن 50 شخصا في الاسابيع الثمانية القادمة مؤثرة بذالك على بطولة ميلاووكي بريورز  وفي 12 مارس كانت رابطة كرة القدم المحلية قد اعلنت وقف الموسم لمدة 30يوما مؤثرة بقرارها على فريق ميلووكي باكز.
في الكليات الرياضية، قد الغت الرابطة الوطنية لرياضة الجامعات جميع بطولات الشتاء والربيع أبرزها بطولة كرة السلة للرجال والسيدات من الدرجة الأولى ، مؤثرة بذلك بقرارها تؤثر على الكليات والجامعات على مستوى الولاية. في 16 مارس ألغت الرابطة الوطنية لناشئين في الكلية الرياضية ما تبقى من مواسم الشتاء بالإضافة إلى مواسم الربيع.

## معرض الصور

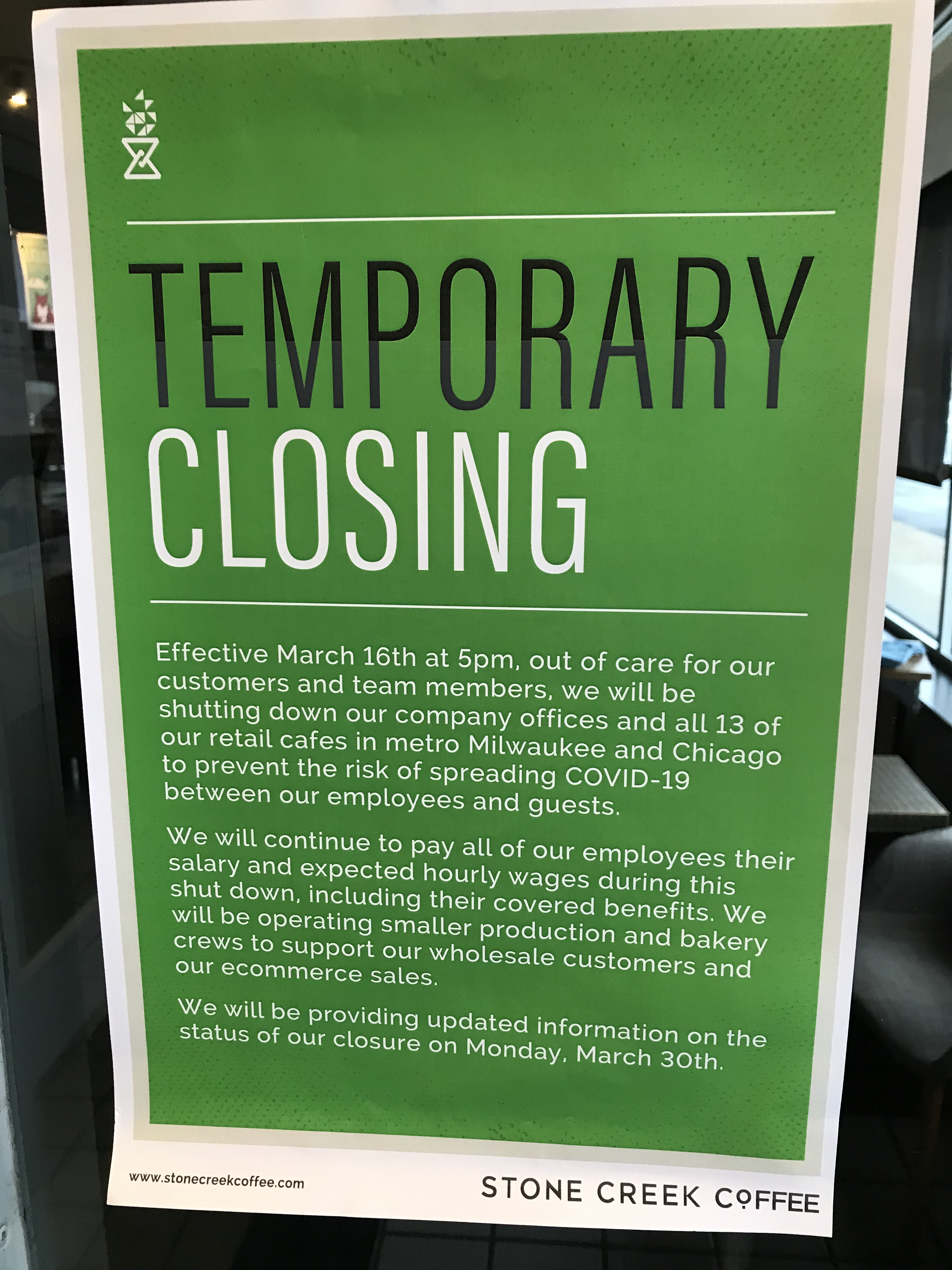
تشير علامة سلسلة مقاهي ميلووكي / شيكاغو في موقعها في Oconomowoc إلى أن الشركة قد أغلقت، ولن تتأثر عمليات التصنيع الخاصة بها، وسيستمر دفع الرواتب للموظفين (تم تمديد تاريخ الإغلاق على اللافتة حتى نهاية أمر البقاء في المنزل).

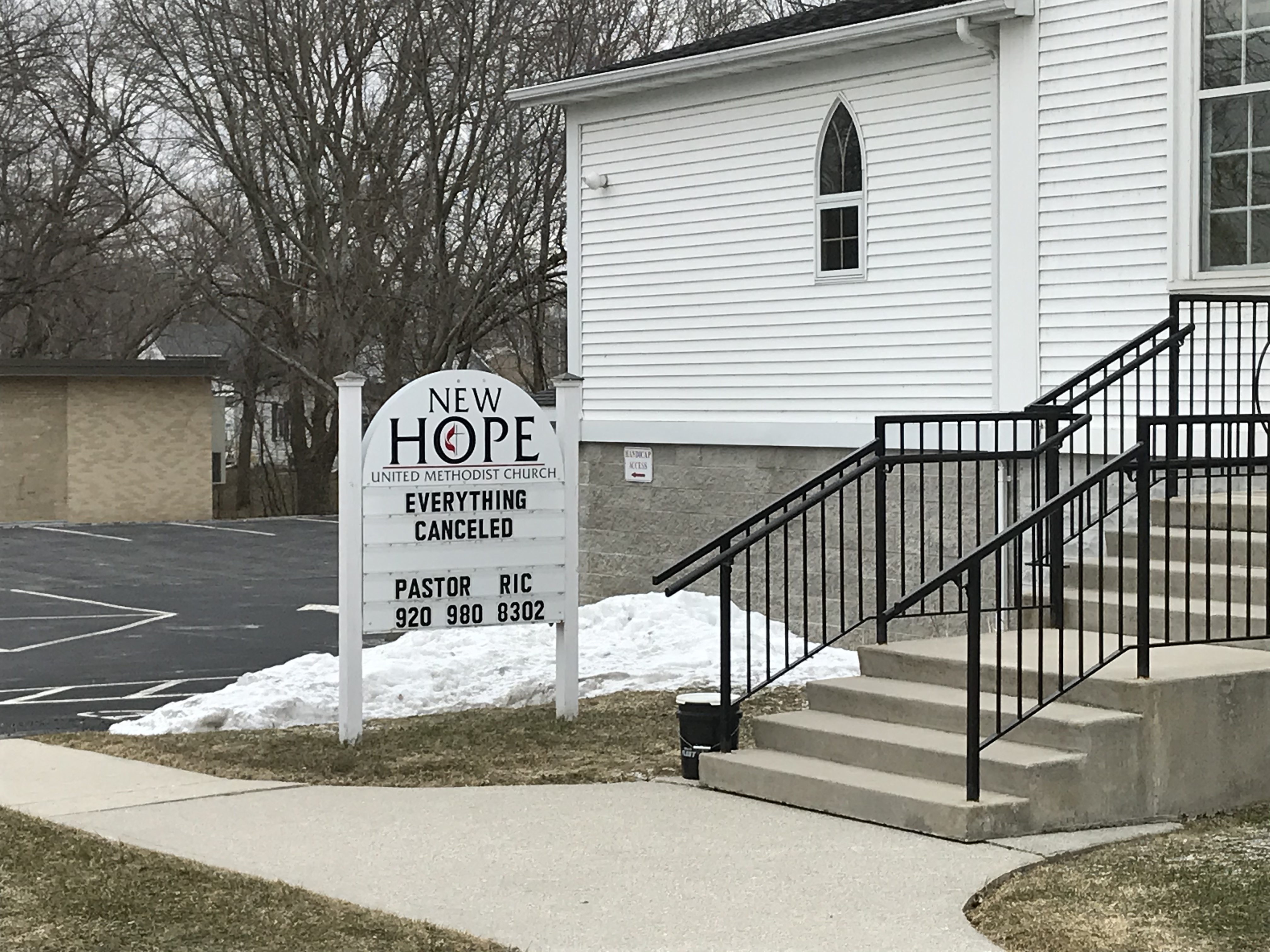
لافتة في خارج أحد الكنائس في Greenbush باغلاقها خلال فترة الوباء

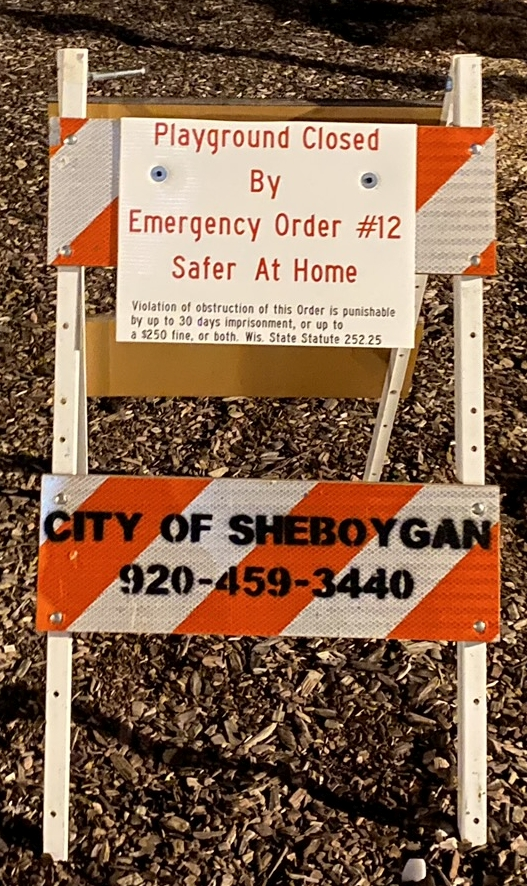
لافتة على حاجز مرور أمام ملعب في شيبويجان تخطر الجمهور بأن المعدات مغلقة بسبب أمر إيفرز بالبقاء في المنزل، والعواقب المترتبة على انتهاكها.